# Иствејл (Калифорнија)
Иствејл (енгл. Eastvale) град је у америчкој савезној држави Калифорнија. По попису становништва из 2010. у њему је живело 53.668 становника.

## Демографија
| Група             | 2010.          |
| Белци             | 12.712 (23,7%) |
| Афроамериканци    | 5.190 (9,7%)   |
| Азијати           | 13.003 (24,2%) |
| Хиспаноамериканци | 21.445 (40,0%) |
| Укупно            | 53.668         |